# 크레시

제2차 세계 대전 이후 폴란드 국토의 이동. 파란 선은 1919년 12월 8일 커즌선, 분홍색 지역은 전쟁 이후 폴란드에 할양된 독일 영토, 회색 지역은 전쟁 이후 소련에 할양된 폴란드 영토이다.

크레시(폴란드어: Kresy)는 폴란드의 옛 동부 지역을 가리키는 용어이다. 크레시는 폴란드어로 "국경"을 뜻한다. 현재의 우크라이나 서부와 벨라루스 서부, 리투아니아 동부에 해당한다.
폴란드 제2공화국 때는 커즌선 바깥쪽의 폴란드를 뜻했다. 독일-소련 불가침 조약 직후에는 소련이 점령했다. 1945년 크레시를 소련의 영토로 유지하는 대신 오데르-나이세선에 따라 폴란드 서부에 영토를 추가하기로 합의했다. 몇 가지 이유로 커즌선과 폴란드와 구(舊)소련 국가 간의 국경의 일부는 일치하지 않는다.

## 같이 보기
- 중앙리투아니아 공화국
- 브레스트-리토프스크 조약
- 빌뉴스 지역
- 서우크라이나 인민공화국